# Церква Преображення Господнього (Волиця)
Церква Преображення Господнього у Волиці — парафія і храм Підгаєцького благочиння Тернопільської єпархії Православної церкви України в селі Волиця Тернопільського району Тернопільської области.

## Історія церкви
Храм Преображення Господнього — це колишній костел, збудований у 1906 році пані Барановою, яка володіла маєтками в селах Волиця та Голгоча.
Після здобуття Україною незалежності храм передали православній громаді. До цього він був закритий і використовувався як складське приміщення: спочатку для тютюну, а потім — для зерна.
Згодом храм відкрили та освятили на честь Преображення Господнього. У 2008 році його розписали, а освячення провів єпископ Тернопільський і Бучацький Нестор.

## Парохи
- о. Микола Зоряний,
- о. Олександр Качмар,
- о. Михайло Бісовський (з 1993).